# Platja de Viodo
La Platja de Viodo, també anomenada Platja de Arnielles es troba en el concejo asturià de Gozón i pertany a la localitat de Viodo.
Les sorres són fosques i de gra gruixut però en grau molt escàs. Els seus accessos són fàcils i l'últim tram, menor de 500 m, cal fer-ho a peu.
L'accés fins a aquest últim tram és a través del poble de Viodo on el sól passa a ser una pista cap a l'esquerra però amb direcció cap al nord durant uns 800 m fins a un petit replà on poden cabre mitja dotzena de cotxes com a màxim. Des d'aquest punt fins a la platja no és possible l'error, perquè, encara que es bifurca, tots dos camins arriben fins a la platja.